# 諸積増
利源分析上、責任準備金は、計算基礎は保険料計算基礎、積立方式は5年チルメル式(あるいは平準純保険料式)によって積立てられるものとする。これに対して、実際の貸借対照表に積立てられるのは、保険業法第116条により、責任準備金計算基礎、平準純保険料式によることとされている。この差額を諸積増(しょつみまし)という。諸積増は、損益計算書には現れない、利源分析用の中間項目である。